# Platycarpum egleri
Platycarpum egleri är en måreväxtart som beskrevs av G.K.Rogers. Platycarpum egleri ingår i släktet Platycarpum och familjen måreväxter. Inga underarter finns listade i Catalogue of Life.